# エスタディオ・ヌエボ・ビベーロ
エスタディオ・ヌエボ・ビベーロ（スペイン語: Estadio Nuevo Vivero）は、スペイン・エストレマドゥーラ州バダホスにあるサッカー専用スタジアム。1998年に開場し、CDバダホスがホームスタジアムとして使用している。命名権導入により、シビタス・ヌエボ・ビベーロ（スペイン語: Cívitas Nuevo Vivero）とも呼ばれる。

## 概要
老朽化したエスタディオ・エル・ビベーロに代わるスタジアムとして、1998年12月2日に供用が開始した。こけら落としはお互い2部に所属していたCDバダホス対CDトレドのリーグ戦であり、0-1でアウェーチームのトレドが勝利した。
スタジアム初の国際Aマッチは1999年9月8日に行われたUEFA EURO 2000予選のスペイン代表対キプロス代表戦であり、8-0で勝利を収めたスペイン代表が予選突破を決めた記念すべき試合でもあった。
2019年から2020年にかけて、クラブの会長が交代したことでスタジアムの修繕が行われ、塗装の塗り直しやスタジアム内施設の改修や増築、芝生の張り替えなどが行われた。
2022-23シーズン開幕前、スタジアムの命名権を売却し、エネルギー・環境事業を行っているシビタス社によってシビタス・ヌエボ・ビベーロ（Cívitas Nuevo Vivero）と命名された。

## 開催された主な試合
- 国際Aマッチ

| 日付         | ホームチーム | 結果 | アウェーチーム     | ラウンド                      |
| ------------ | ------------ | ---- | ------------------ | ----------------------------- |
| 1999年9月9日 | スペイン     | 8-0  | キプロス           | UEFA EURO 2000予選            |
| 2006年9月2日 | スペイン     | 4-0  | リヒテンシュタイン | UEFA EURO 2008予選            |
| 2021年9月5日 | スペイン     | 4-0  | ジョージア         | 2022 FIFAワールドカップ・予選 |
| 2024年6月5日 | スペイン     | 5-0  | アンドラ           | 親善試合                      |